# Planinica (gmina Mionica)
Planinica (cyr. Планиница) – wieś w Serbii, w okręgu kolubarskim, w gminie Mionica. W 2011 roku liczyła 237 mieszkańców.